# Кон-э-Ромен
Кон-э-Роме́н (фр. Cosnes-et-Romain) — коммуна во французском департаменте Мёрт и Мозель региона Лотарингия. Относится к  кантону Мон-Сен-Мартен.	

## География

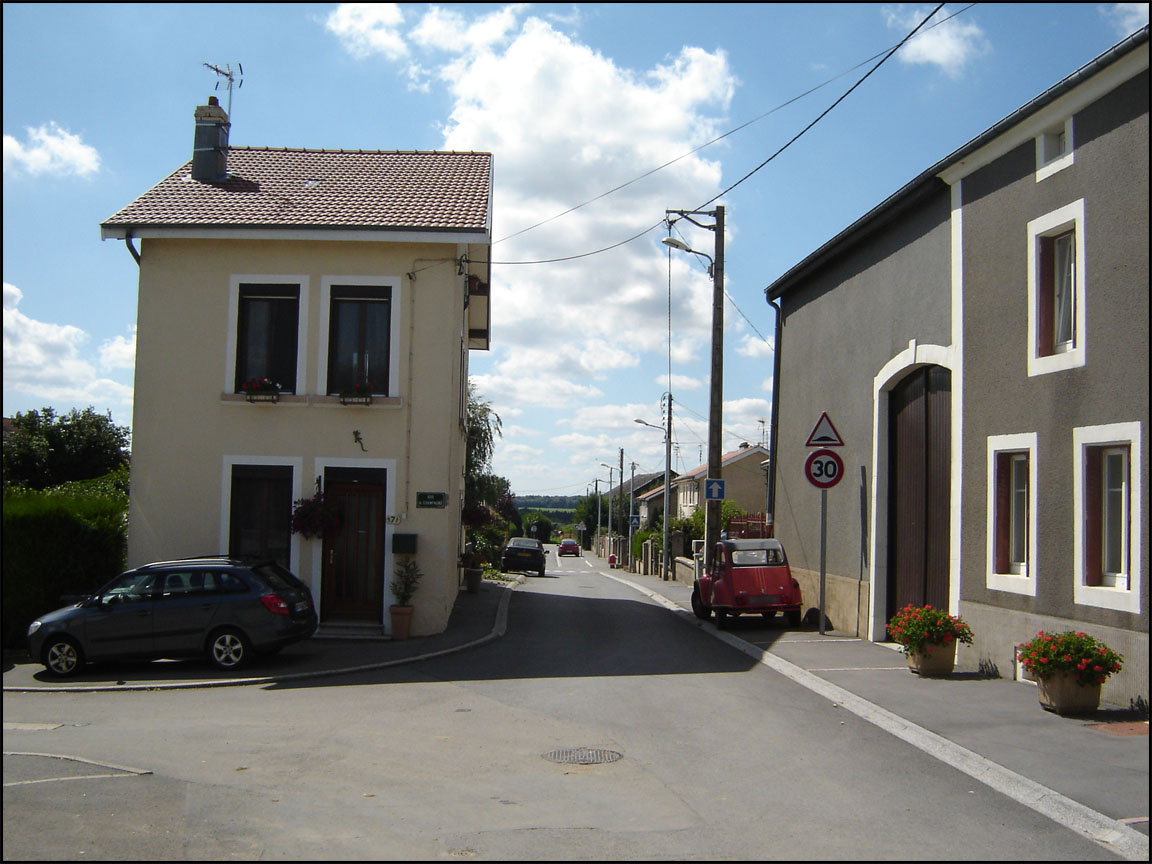
Кон-э-Ромен, рю-де-Шампань.

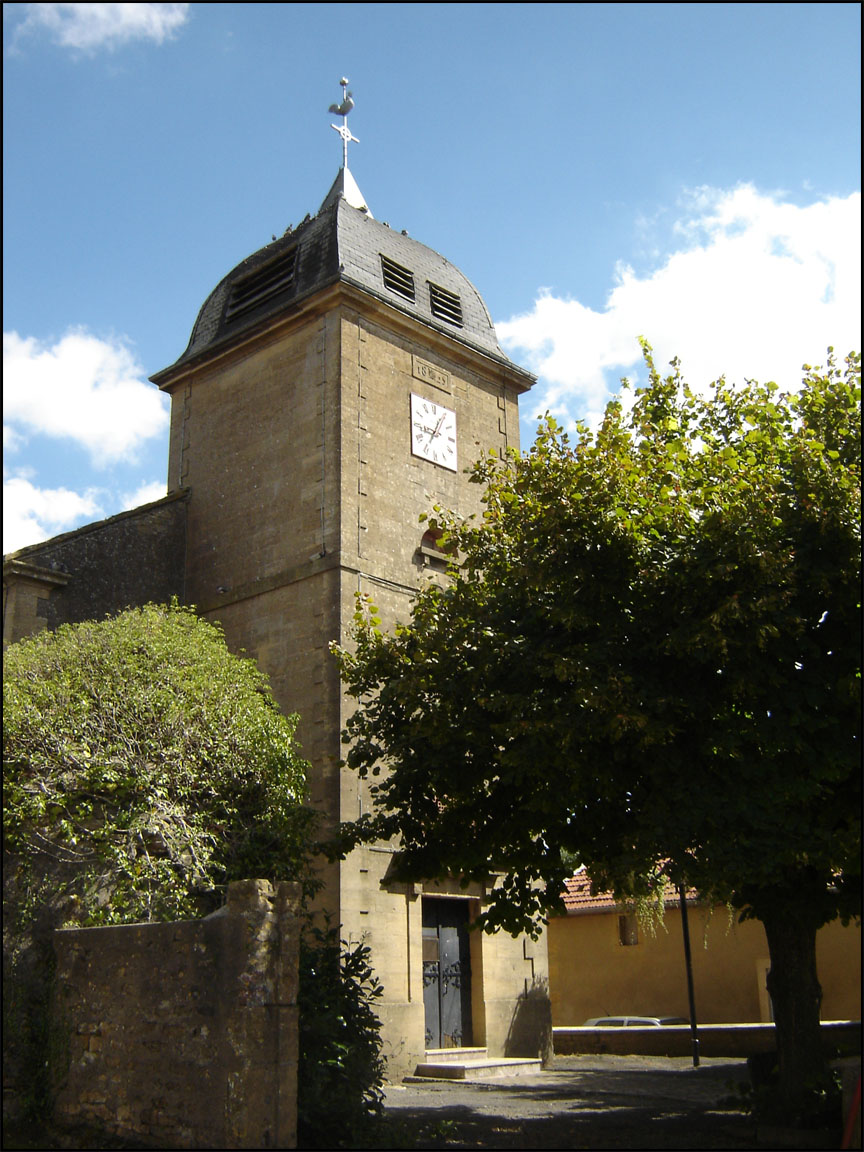
Церковь в Кон-э-Ромен

Кон-э-Ромен расположен в 60 км к северо-западу от Меца. Находится вблизи от границы с Бельгией. Соседние коммуны: Лонгви на востоке, Лекси и Реон на юго-востоке, Горси на северо-западе.

## Демография
Население коммуны на 2010 год составляло 2621 человек.
| 1962 | 1968 | 1975 | 1982 | 1990 | 1999 | 2010 |
| ---- | ---- | ---- | ---- | ---- | ---- | ---- |
| 1377 | 1417 | 1542 | 1859 | 2053 | 2088 | 2621 |